# 47 Большой Медведицы b
47 Большой Медведицы b (47 UMa b) или Тафао Тонг — экзопланета, находящаяся на расстоянии около 46 световых лет от Земли в созвездии Большой Медведицы. Планета была обнаружена на долгопериодической орбите вокруг звезды 47 Большой Медведицы в январе 1996 года и с 2011 года является самой внутренней из трёх известных планет в этой планетарной системе. Она имеет массу по меньшей мере в 2,53 раза больше, чем Юпитер. Как и большинство первых обнаруженных внесолнечных планет, 47 Большой Медведицы b была обнаружена с помощью изменений в радиальной скорости её звезды, когда гравитация планеты притягивает звёзды к себе, заставляя её колебаться. Это было достигнуто путём наблюдения доплеровского смещения спектра 47 Большой Медведицы.

## История
После открытия первой экзопланеты в системе солнцеподобной звезды 51 Пегаса, астрономы Джеффри Марси и Пол Батлер занялись проверкой уже накопленных наблюдательных данных с целью открытия новых экзопланет. Учёные уточняли колебания радиальных скоростей звёзд по данным 13-летних измерений доплеровского смещения в Ликской обсерватории Калифорнийского университета в Беркли. Довольно скоро они обнаружили сразу две экзопланеты, 47 Большой Медведицы b и 70 Девы b.

## Свойства
47 Большой Медведицы b — газовый гигант в 2,5 раза массивней Юпитера, однако его расстояние до звезды существенно превосходит аналогичные расстояния похожих на него экзопланет. В отличие от сильно вытянутых орбит других экзопланет, орбита 47 Большой Медведицы b является почти круговой, что похоже на орбиты планет-гигантов в нашей Солнечной системе. Класс планеты — холодный юпитер.